# Edenhielm
Edenhielm är en svensk adlig släkt, utgrenad från släkten Edman. Ätten är utslocknad sedan 1862.
Ryttmästaren Gillis Edman (1694–1748), adlades 1727 och introducerades 1731 på riddarhuset under namnet Edenhielm som ätt nummer 1842. Han fick sju barn, men endast en dotter som avled 1785 överlevde honom och med henne utslocknade ätten även på spinnsidan. Hans kusins son Eric Edman adlades 1777 och introducerades 1778 på samma nummer, och återuppväckte därmed ätten. Ätten utslocknade med hans son Gillis Edenhjelm 1862.